# Lophuromys dieterleni
Lophuromys dieterleni és un rosegador del gènere Lophuromys que viu a 2.100 metres d'altitud a Mount Oku a Camerun. Aquesta espècie pertany al subgènere Lophuromys i està relacionada amb L. aquilus, tot i que en un principi es cregué que era particularment propera a L. sikapusi. Fou anomenada en honor de Fritz Dieterlen, per la seva feina sobre la història natural de mamífers de l'Àfrica Central i especialment Lophuromys.
L. dieterleni pertany a les espècies de Lophuromys no clapades amb una cua curta, però el crani s'assembla més a les espècies de clapades. La llargada del crani és d'uns 31 mm.